# Schweizer Skimeisterschaften 1941
Die Schweizer Skimeisterschaften 1941 fanden vom 14. bis zum 16. Februar 1941 in St. Moritz und am 2. März 1941 in Grindelwald statt. Ausgetragen wurden im Skilanglauf die Distanzen 16 km und 48 km. Beim 16-km-Lauf wurde der Heinz von Allmen und beim 48-km-Lauf Hans Schoch Erster. Das Skispringen gewann Richard Bühler. Im Ski Alpin wurden die Disziplinen Abfahrt und Slalom ausgetragen. Dabei gewann Gerhard Olinger die Abfahrt und Rudolf Rominger das Slalomrennen. Bei den Frauen siegte Clara Bertsch in der Abfahrt, Elvira Osirnig im Slalom sowie Verena Fuchs in der Kombinationswertung. Schweizer Skimeister wurde wie im Vorjahr Heinz von Allmen, der die Vierer Kombinationswertung gewann.

## Vierer Kombination Männer
Die Kombination wurde über eine Punktewertung aus den Ergebnissen von Abfahrt, Skisprung, 16-km-Lauf und Slalom berechnet.
| Platz | Name              | Verein      | Punkte |
| ----- | ----------------- | ----------- | ------ |
| 01    | Heinz von Allmen  | Wengen      | 63,48  |
| 02    | Heinrich Klotz    | Arosa       | 74,75  |
| 03    | Martin Zimmermann | SC Davos    | 78,70  |
| 04    | Niklaus Stump     | Unterwasser | 80,80  |
| 05    | Walter Fux        | Zermatt     | 81,28  |
| 06    | Adi Gamma         | Andermatt   | 81,63  |

## Skilanglauf

### 16 km
| Platz | Name               | Verein         | Zeit (std) |
| ----- | ------------------ | -------------- | ---------- |
| 01    | Heinz von Allmen   | Wengen         | 1:09:31    |
| 02    | Martin Zimmermann  | SC Davos       | 1:10:42    |
| 03    | Adolf Freiburghaus | Chaux-de-Fonds | 1:10:47    |
| 04    | Hans Schoch        | Urnäsch        | 1:10:49    |
| 05    | Robert Zurbriggen  | Saas-Fee       | 1:11:13    |
| 06    | Willy Bernath      | Chaux-de-Fonds | 1:11:17    |

Datum: Samstag, 15. Februar 1941
 Der Vorjahressieger Heinz von Allmen aus Wengen holte mit einer Zeit von 1:09:31 Stunden und mit einer Minute und 11 Sekunden Vorsprung auf Martin Zimmermann und Adolf Freiburghaus erneut den Schweizer Meistertitel.

### 48 km
| Platz | Name               | Verein     | Zeit (std) |
| ----- | ------------------ | ---------- | ---------- |
| 01    | Hans Schoch        | Urnäsch    | 3:31:51    |
| 02    | Robert Zurbriggen  | Saas-Fee   | 3:33:55    |
| 03    | August Sonderegger | St. Gallen | 3:40:15    |
| 04    | Charles Baud       | Le Brassus | 3:49:02    |
| 05    | Heinz von Allmen   | Wengen     | 3:49:50    |
| 06    | Willy Roth         | Bern       | 3:56:28    |

Datum: Sonntag, 2. März 1941

 Der Vorjahressieger Hans Schoch aus Urnäsch gewann in einer Zeit von 3:31:51 Stunden und mit zwei Minuten und vier Sekunden Vorsprung auf Robert Zurbriggen und den Meister von 1939 August Sonderegger.

## Skispringen

### Normalschanze
| Platz | Name            | Verein        | Punkte |
| ----- | --------------- | ------------- | ------ |
| 01    | Richard Bühler  | St. Croix     | 218,7  |
| 02    | Rudolf Felber   | SC Kandersteg | 214,8  |
| 03    | Walter Ludi     | Gstaad        | 209,5  |
| 04    | Marcel Reymond  | Ste-Croix     | 209,4  |
| 05    | Arnold Vaultier | St. Croix     | 206,8  |
| 06    | Jean Dormand    | Villars       | 204,3  |

Datum: Sonntag, 16. Februar 1941

Richard Bühler aus Sainte-Croix gewann mit Weiten von 57 und 64,5 Metern auf der Olympiaschanze vor den Meister von 1939 Rudolf Felber und Walter Ludi. Der Vorjahressieger Ludwig Demarmels war nicht am Start.

## Ski Alpin

### Männer

#### Abfahrt
| Platz | Name            | Verein     | Zeit (min) |
| ----- | --------------- | ---------- | ---------- |
| 01    | Gerhard Olinger | Engelberg  | 4:25,0     |
| 02    | Rudolf Rominger | St. Moritz | 4:34,0     |
| 02    | Andrea Robbi    | St. Moritz | 4:34,0     |
| 04    | Karl Molitor    | Wengen     | 4:35,6     |
| 05    | Albert Scheuing | St. Moritz | 4:36,4     |
| 06    | Eduard Rominger | St. Moritz | 4:36,6     |

Datum: Freitag, 14. Februar 1941

#### Slalom
| Platz | Name             | Verein     | Zeit (min) |
| ----- | ---------------- | ---------- | ---------- |
| 01    | Rudolf Rominger  | St. Moritz | 2:00,4     |
| 02    | Heinrich Klotz   | Arosa      | 2:06,4     |
| 03    | Fritz Telli      | SC Davos   | 2:06,8     |
| 04    | Heinz von Allmen | Wengen     | 2:07,0     |
| 05    | Bruno Rota       | St. Moritz | 2:07,0     |
| 06    | Albert Scheuing  | St. Moritz | 2:07,2     |

Datum: Sonntag, 16. Februar 1941

### Frauen

#### Abfahrt
| Platz | Name                   | Verein     | Zeit (min) |
| ----- | ---------------------- | ---------- | ---------- |
| 01    | Clara Bertsch          | SC Davos   | 4:46,0     |
| 02    | Verena Fuchs           | SC Davos   | 4:46,2     |
| 03    | Nina Pulser            | St. Moritz | 4:46,6     |
| 04    | Annette Specker-Schmid | Zürich     | 4:50,4     |
| 05    | Marlies Laidloff       | Klosters   | 4:52,0     |
| 06    | Elvira Osirnig         | St. Moritz | 4:52,4     |

Datum: Freitag, 14. Februar 1941

#### Slalom
| Platz | Name               | Verein      | Zeit (min) |
| ----- | ------------------ | ----------- | ---------- |
| 01    | Elvira Osirnig     | St. Moritz  | 2:05,9     |
| 02    | Verena Fuchs       | SC Davos    | 2:06,2     |
| 03    | Lilo Schwarzenbach | SDS Zürich  | 2:16,4     |
| 04    | Trina Steiner      | Unterwasser | 2:17,9     |
| 05    | Marlies Laidloff   | Klosters    | 2:19,3     |

Datum: Sonntag, 16. Februar 1941

#### Kombination
Die Kombination wurde über eine Punktewertung aus den Ergebnissen von Abfahrt und Slalom berechnet.
| Platz | Name                   | Verein      | Punkte |
| ----- | ---------------------- | ----------- | ------ |
| 01    | Verena Fuchs           | SC Davos    | 0,21   |
| 02    | Elvira Osirnig         | St. Moritz  | 2,15   |
| 03    | Lilo Schwarzenbach     | SDS Zürich  | 7,57   |
| 04    | Marlies Laidloff       | Klosters    | 8,50   |
| 05    | Trina Steiner          | Unterwasser | 9,92   |
| 06    | Annette Specker-Schmid | Zürich      | 12,80  |

Datum: Freitag, 14. Februar 1941 und Sonntag, 16. Februar 1941